# جوزف
جوزف قرية سورية تتبع ناحية إحسم في منطقة أريحا في محافظة إدلب. بلغ عدد سكانها 3,029 نسمة في عام 2004 حسب إحصاء المكتب المركزي للإحصاء.
تقع في جبل الزاوية.